# 黑騎士衛星
黑騎士衛星指的是一個在陰謀論中，出沒於地球極軌道附近的太空物體。根據此一陰謀論，黑騎士衛星是一個來源與存在皆遭到美國太空總署（NASA）所掩蓋、可能來自外星的物體。
陰謀論者相信一張於1998年由NASA公佈的照片中就出現了黑騎士衛星。然而NASA認為那只是太空垃圾，比如太空人執行艙外活動時遺失的太空毯。

## 相關歷史
一些不明飛行物體（UFO）的崇信者認為黑騎士衛星是外星人所製造，並且已經放到地球附近的軌道上超過一萬三千年。然而，他們聲稱與該「衛星」有關的事件可能只是從許多毫無關連的事件整併過來的。這些事件都有留下文獻，並且在各自的內文中都沒有出現「黑騎士」的字眼。北愛爾蘭阿馬天文臺的資深官員瑪蒂娜·雷德帕斯（Martina Redpath）對此表示：
黑騎士衛星混合了完全無關的事件，引用非正式科學的發現和創作者們刻意引起注意的點子，然後配上一些間諜衛星的資訊和能夠引起社會大眾興趣的照片。這些訊息被放到了網路上，被漫遊在網路上的人們恣意解讀成神祕的事件。
黑騎士衛星的事件和來自外太空的電波信號。這可能與1899年尼古拉·特斯拉的電波實驗有關 。這場實驗中，電波的長延遲迴音在1928年在挪威被業餘的無線電接收員約爾·哈爾斯（Jørgen Hals）所接收。根據每日郵報的報導，1899年的迴音傳到1928年雖然仍是謎團，但是應該和外星人的衛星無關。一些人認為哈爾斯當時收到的訊息是來自1968年前還未發現的脈衝星。
1954年，UFO的研究人員唐納德·奇霍向新聞媒體表示美國空軍收到報告，在地球軌道上發現兩個不明的衛星。然而同時間，並沒有任何國家有能力發射衛星。不過，懷疑論者認為凱歐當時正在出版一本關於UFO的書，所以這個事件可能是捏造的。
英國曾經在1958年到1965年間有一個火箭發射計划也叫做「黑騎士」。但是這個計畫不曾將任何物體送到地球的軌道上，因此也與這個黑騎士衛星的傳說不符。
1960年2月，美國時代雜誌的報導指出美國海軍偵測到軌道上有一個疑似蘇聯間諜衛星的暗色物體。但是事後證實那是美國空軍的一具迷路的衛星。
1973年，蘇格蘭作家鄧肯·魯南分析了哈爾斯以及許多人收到的迴音後，推測電波是來自一萬三千年前，外星人放在月球軌道上的遠古外星探測器，同時他認為這具探測器原先是放在梗河一而不是太陽系。但是他稍後收回了自己的想法，宣稱自己的方法不科學，而且徹底錯誤。
1998年有一張STS-88任務的照片被認為是黑騎士衛星。然而記者詹姆斯·奧伯格認為那只是個太空人在執行艙外活動時遺失的毯子。